# Fernando León de Aranoa
Fernando León de Aranoa, född 1968, är en spansk filmregissör och manusförfattare. Han har vunnit Goyapriset för bästa regi tre gånger.

## Filmografi (i urval)
- 2002 – Måndagar i solen
- 2015 – A Perfect Day
- 2021 – Världens bästa chef